# Das Reich (gazeta)
Das Reich – wydawany w latach 1940–1945 tygodnik założony przez NSDAP z inicjatywy ministra propagandy III Rzeszy Josepha Goebbelsa.

## Historia
Tygodnik był rozprowadzany głównie w Niemczech. Był dostępny również dla prenumeratorów w Szwajcarii i innych krajach europejskich. Stałym elementem był artykuł przewodni autorstwa Goebbelsa, który minister propagandy musiał każdorazowo przedkładać Hitlerowi przed publikacją. Początkowy nakład 100 000 egzemplarzy wzrastał i pod koniec wojny osiągnął blisko półtora miliona. Wydawany był przez Deutscher Verlag. Objętość wynosiła początkowo 32 strony, a po ograniczeniach zaopatrzeniowych 8 stron. Zamieszczono w nim artykuły m.in. Maksa Plancka oraz Theodora Heussa.